# Le Grain et l'Ivraie
Pour les articles homonymes, voir Ivraie (homonymie).
Pour plus de détails, voir Fiche technique et Distribution.
Le Grain et l'Ivraie (Viaje a los Pueblos Fumigados) est un film documentaire argentin réalisé par le sénateur Fernando Solanas, sorti en 2018. 
Le film présenté au 68ème Festival de Berlin a été ovationné.

## Synopsis
Fernando Solanas voyage à travers l'Argentine et nous dresse un bilan des méfaits de la monoculture du soja OGM sur l'environnement et l'impact de l'utilisation intensive  des agrotoxiques sur la santé des habitants des zones agricoles,.

## Fiche technique
- Titre du film : Le Grain et l'Ivraie
- Titre original : Viaje a los Pueblos Fumigados
- Réalisation : Fernando E. Solanas
- Scénario :
- Production : Nour films
- Genre : film documentaire en VOSTF
- Durée : 1 h 37
- Dates de sortie :
  -  Argentine 2018
  -  France 10 avril 2019